# Proserpine (Lully)
Proserpine (LWV 58) ist eine Tragédie lyrique in einem Prolog und fünf Akten von Jean-Baptiste Lully (Musik) mit einem Libretto von Philippe Quinault nach den Metamorphosen des Ovid. Die Uraufführung fand am 3. Februar 1680 am französischen Königshof in Saint-Germain-en-Laye statt.

## Handlung

### Kurzfassung
Prolog. Der Sieg befreit die allegorischen Figuren des Friedens und seiner Freunde aus der Gefangenschaft der Zwietracht. König Ludwig XIV. wird als Held verherrlicht.
Erster Akt. Die Fruchtbarkeitsgöttin Ceres, die Nymphe Cyané und der Flussgott Crinise planen eine Feier für Jupiters Sieg über die Giganten. Jupiter gibt Ceres einen Auftrag in Phrygien. Sie muss daher ihre Tochter Proserpine unter der Obhut der Nymphe Arethuse in Sizilien zurücklassen. Letztere wird von dem Flussgott Alphée begehrt, vor dessen Gefühlen sie zurückschreckt. Während der Siegesfeier versuchen die Giganten einen weiteren Angriff, werden aber von Jupiter schnell zurückgeschlagen. Dabei bricht der Ätna aus.
Zweiter Akt. Der von Pluton auf die Erde geschickte Unterweltsdämon Ascalaphe verliebt sich ebenfalls in Arethuse. Dies führt dazu, dass sie sich ihre Liebe zu Alphée eingesteht und die beiden ein Paar werden. Auch Pluton ist auf die Erde gekommen. Er verliebt sich in Proserpine und entführt sie gegen ihren Willen in die Unterwelt.
Dritter Akt. Alphée und Arethuse begeben sich in den Hades, um dort nach Proserpine zu suchen. Ceres kehrt von ihrer Reise zurück und erfährt von der Entführung ihrer geliebten Tochter. Aus Verzweiflung lässt sie die Erde verwüsten.
Vierter Akt. In den Elysischen Feldern genießen glückliche Schatten ihr Leben. Proserpine kann nicht mehr auf die Erde zurückkehren, da sie von einer Unterwelt-Frucht gegessen hat. Arethuse und Alphée raten ihr daher, ihr Schicksal zu akzeptieren und die Liebe Plutons anzunehmen. Die Gottheiten und die drei Richter der Unterwelt feiern sie als neue Königin.
Fünfter Akt. Pluton weigert sich, dem Befehl Jupiters, Proserpine freizugeben, Folge zu leisten. Aus Protest versetzt er die gesamte Hölle in Aufruhr. Daraufhin beschließen die Götter, dass Proserpine ihre Zeit abwechselnd auf der Erde und in der Unterwelt verbringen soll. Himmel, Erde und Hölle werden wieder miteinander versöhnt.

### Prolog
Die Höhle von la Discorde (der Zwietracht)
In der Höhle sind la Paix (der Frieden) und seine Begleiter la Félicité (die Glückseligkeit), l’Abondance (die Fülle) sowie die Spiele und die Vergnügungen angekettet. Sie rufen verzweifelt nach einem Helden (Ludwig XIV.), der sie aus den Händen ihrer Feinde befreit. Die Zwietracht und ihre Freunde, darunter la Haine (der Hass), la Rage (der Zorn), les Chagrins (die Leiden), la Jalousie (die Eifersucht), le Dépit (der Ärger) und le Désespoir (die Verzweiflung), versuchen, ihnen jegliche Hoffnung auf Rettung zu nehmen. Die Zwietracht weist darauf hin, dass sie den Helden bereits in neue Kämpfe in weit entfernten Gegenden verwickelt habe. Da erscheint la Victoire (der Sieg) mit einem großen Gefolge von Siegen und Heroen. Sie befreien den Frieden und seine Gefährten und fesseln im Gegenzug die Zwietracht und ihre Begleiter. Der Frieden jubiliert. Die Zwietracht hingegen beklagt ihren Untergang. Das Glück preist die Liebe als Voraussetzung für das Leben. Der Chor freut sich auf eine Zeit voller Vergnügungen und Spiele.

### Erster Akt
Der Palast der Ceres
Szene 1. Die Fruchtbarkeitsgöttin Ceres, die Nymphe Cyané und der Flussgott Crinise genießen den Frieden und die Landschaft Siziliens. Sie preisen Jupiter, der die Götter erfolgreich gegen die Angriffe der Giganten verteidigt hat. Cyané und Crinise machen sich auf, um die Gottheiten und das Volk für eine Siegesfeier zusammenzurufen.
Szene 2. Mercure steigt vom Himmel herab und fordert Ceres im Auftrag Jupiters auf, nach Phrygien zu gehen, um dort für Fruchtbarkeit zu sorgen. Als Ceres sich enttäuscht darüber zeigt, dass Jupiter ihre Liebe nicht zu erwidern scheint, entgegnet Mercure, dass er wegen seiner Regierungsgeschäfte nicht genug Zeit für die Liebe habe. Mercure fliegt zurück in den Himmel.
Szene 3. Ceres bittet die Nymphe Arethuse, während ihrer Abwesenheit gut auf ihre Tochter Proserpine zu achten. Arethuse will jedoch ebenfalls Sizilien verlassen. Sie fühlt sich hier fremd und fürchtet sich vor den Annäherungsversuchen des Flussgottes Alphée. Ceres rät ihr, im Land zu bleiben und seiner Liebe nachzugeben. Sie macht sich auf den Weg zu Proserpine, um sich von ihr zu verabschieden.
Szene 4. Arethuse glaubt nicht, dass sie Alphée lange widerstehen kann (Arethuse: „Vaine fierté, faible rigueur“). Sie versucht daher zu fliehen, als sie ihn kommen sieht.
Szene 5. Alphée versichert Arethuse, dass er die Hoffnung auf ihre Liebe aufgegeben habe und sie nicht länger belästigen werde. Er will jetzt Proserpine umwerben und bittet Arethuse, ihn dabei zu unterstützen. Arethuse lehnt das ab.
Szene 6. Proserpine verkündet Alphée, Arethuse, Cyané, Crinise, diversen Nymphen, Wald- und Wassergöttern und dem Volk von Sizilien, dass ihre Mutter für eine Weile das Land verlassen müsse. Alle bedauern dies zutiefst.
Szene 7. Ceres verabschiedet sich in einer von geflügelten Drachen gezogenen Kutsche von den anderen und bittet sie, sich um ihre Tochter zu kümmern und sie mit fröhlicher Musik zu unterhalten.
Szene 8. Die Feiern zum Sieg Jupiters beginnen. Alle singen und tanzen um die von den Giganten eroberten Trophäen herum. Plötzlich bringt ein Erdbeben den Palast der Ceres zum Einsturz. Entsetzt ruft Proserpine Jupiter um Hilfe gegen die erneut angreifenden Giganten an. Dieser schleudert in der Ferne einen Donnerschlag auf den Ätna, der daraufhin ausbricht. Der Anführer der Giganten wird zurückgeschlagen.

### Zweiter Akt
Die Gärten von Ceres
Szene 1. Alphée gesteht Crinise, dass sich seine Gefühle für Arethuse noch verstärkt haben.
Szene 2. Der Unterweltsdämon Ascalaphe wurde von Pluton auf die Erde geschickt, um zu prüfen, ob das Erdbeben den Eingang zur Unterwelt geöffnet hat. Er erzählt Alphée, dass er sich in der Hölle in Arethuse verliebt habe, als diese vor ihm dorthin geflohen war. Er glaubt, auch wenn es Alphée nicht gelungen sei, werde er selbst in der Lage sein, ihre Gefühle zu wecken.
Szene 3. Alphée ist eifersüchtig auf Ascalaphe (Alphée: „Amants qui n’êtes point jaloux“).
Szene 4. Alphée erzählt Arethuse, dass Ascalaphe nach ihr suche und sie dessen Gefühle womöglich erwidere. Arethuse geht weiterhin davon aus, dass Alphée jetzt Proserpine begehrt. Beide wollen nicht zugeben, dass sie einander lieben.
Szene 5. Ascalaphe gesteht Arethuse seine Liebe. Er erkennt aber, dass sie eigentlich Alphée bevorzugt, und zeigt sich zuversichtlich, dass sein Liebesschmerz schnell vergehen wird. Außerdem kündigt er an, dass Pluton in Kürze vor der Rückkehr in sein Reich hier vorbeikommen werde.
Szene 6. Pluton informiert Arethuse darüber, dass das Erdbeben keinen neuen Eingang zur Unterwelt geöffnet hat. Er will vor seiner Abreise Proserpine sehen. Arethuse teilt ihm mit, dass diese vor ihren Verehrern fliehe. Er könne sie aber vielleicht für einen Moment sehen, wenn er sich im Gebüsch versteckt.
Szene 7. Wenig später erzählt Pluton Ascalaphe, dass er Proserpine mit Tränen in den Augen beim Gebet aufgefunden und sich sofort in sie verliebt habe (Duett: „L’Amour, comblé de gloire“).
Szene 8. Pluton und Ascalaphe beobachten aus einem Versteck heraus, wie Proserpine mit den anderen Nymphen tanzt und die schönen Tage und den Frieden besingt. Proserpine und Cyané suchen getrennt nach Blumen, um einen Kranz für Ceres’ Rückkehr zu binden.

Die Entführung der Proserpine, Paris 1699

Szene 9. Pluton ruft acht Gottheiten der Unterwelt herbei, die aus der Erde auftauchen. Zugleich erscheint sein Wagen. Pluton und Ascalaphe versuchen die erschrockenen Nymphen zu beruhigen. Proserpine muss in Plutons Wagen Platz nehmen und wird in die Unterwelt verschleppt. Nur ihr Schal bleibt in Cyanés Händen zurück.

### Dritter Akt
Der feuerspeiende Berg Ätna und seine Umgebung
Szene 1. Alphée, Arethuse und Crinise suchen zusammen mit weiteren Nymphen und Waldgöttern verzweifelt nach Proserpine.
Szene 2. Arethuse macht sich Vorwürfe, Pluton zu leichtfertig vertraut zu haben. Sie will sich in die Unterwelt begeben, um herauszufinden, ob er Proserpine dort gefangen hält. Alphée besteht darauf, sie zu begleiten.
Szene 3. Als Ceres von ihrer Reise zurückkehrt, wagt es niemand, ihr vor die Augen zu treten. Alphée und Arethuse steigen in die Hölle hinab. Die anderen verstecken sich.
Szene 4. Ceres freut sich darauf, ihre Tochter endlich wiederzusehen. Sie wundert sich, dass all die Nymphen verschwunden sind, die sie eben noch zu sehen glaubte.
Szene 5. Ceres fragt einige der Nymphen und Waldgötter, die sich wieder hervorwagen, nach Proserpine. Sie geben ihr keine Antwort, sondern klagen nur.
Szene 6. Cyané erzählt Ceres von der Entführung ihrer Tochter. Als sie jedoch den Namen des Schuldigen nennen soll, verliert sie die Sprache.
Szene 7. Ceres ist verzweifelt. Sie weiß noch nicht einmal, wen sie dieses Verbrechens beschuldigen soll. Sie verdächtigt Apollon oder Mars, deren Mütter sie um ihre schöne Tochter beneiden. In ihrer Wut will sie die gesamte Gegend zerstören.
Szene 8. Die Anhänger der Ceres fällen Bäume und machen Fackeln aus den Zweigen, die sie am Feuer des Ätna anzünden. Damit verbrennen sie die Felder. Ceres macht ihrem Zorn Luft und ignoriert die Klagen der Nymphen, Waldgötter und Einwohner.

### Vierter Akt
Die Elysischen Felder
Szene 1. Eine Gruppe glückseliger Schatten besingt unter Flötenbegleitung weiterer Schatten ihr schönes Leben an diesem Ort, wo alles der Liebe dient und überall Vergnügungen zu finden sind.
Szene 2. Proserpine beklagt ihre verlorene Freiheit. Ascalaphe und die Schatten raten ihr, Plutons Liebe zu akzeptieren und zu genießen.
Szene 3. Arethuse und Alphée kommen hinzu. Sie haben zuvor mit Pluton gesprochen und folgen seinem Wunsch, Proserpines Schmerz zu lindern. Als Proserpine ihre Verwunderung darüber ausdrückt, dass die beiden jetzt zusammen sind, entgegnet Arethuse, dass einer beständigen Liebe nichts unmöglich sei. Ascalaphe ergänzt, dass auch Pluton einen Weg finden werde, dass sie seine Liebe annehmen könne. Es sei ihr jedoch nicht mehr möglich, auf die Erde zurückzukehren, da sie bereits von einer Frucht der Unterwelt gegessen habe. Sie könne die Hölle jetzt nur noch mit seinem Einverständnis verlassen. Proserpine verflucht Ascalaphe, der ihr die gefährliche Frucht gezeigt hatte. Daraufhin verwandelt er sich in eine Eule und fliegt davon.
Szene 4. Proserpine fleht Pluton an, sie freizugeben (Duett Proserpine/Pluton). Er weist sie stattdessen auf die Annehmlichkeiten hin, die es auch hier trotz des Mangels an Licht gebe (Jupiter: „Je suis roy des Enfers“). Ihre Furcht vor ewigen Qualen weist er mit einem Hinweis auf seine ewige Liebe zurück.
Szene 5. Pluton fordert die Gottheiten und die drei Richter der Unterwelt auf, ihre neue Königin zu ehren. Die glücklichen Schatten stimmen in die Lobpreisungen ein. Alle bringen Proserpine wertvolle Geschenke und feiern mit Tanz und Gesang.

### Fünfter Akt
Der Palast Plutons
Szene 1. Pluton bittet seine Untergebenen, die drei Richter, die drei Furien und die Gottheiten der Unterwelt, um Rat. Jupiter hat ihn aufgefordert, Proserpine freizulassen. Er findet dies ungerecht, da sie seine erste Liebe ist, während Jupiter selbst schon hunderte Liebesbeziehungen hatte. Die anderen stimmen ihm zu. Um ihrem Willen Nachdruck zu verleihen, wollen sie die Giganten aus ihrem Gefängnis befreien und die Welt verwüsten.
Einsame Gegend
Szene 2. Ceres beklagt weiterhin den Verlust ihrer Tochter und ihr Schicksal, auf ewig in Schmerzen leben zu müssen.
Szene 3. Ceres vernimmt Stimmen aus der Unterwelt, die den Untergang des Universums verkünden.
Szene 4. Alphée und Arethuse verlassen die Unterwelt und erzählen Ceres, dass Proserpine von Pluton persönlich gefangen gehalten werde, der sie liebe und mit ihr gemeinsam über die Unterwelt herrschen wolle. Jupiter habe bereits ihre Freilassung gefordert und dadurch die Hölle in Aufruhr versetzt. Ceres fleht Jupiter an, ihre gemeinsame Tochter nicht aufzugeben.
Szene 5. Mercure steigt vom Himmel herab und verkündet den Beschluss der Götter: Proserpine soll ihre Zeit abwechselnd bei Ceres und bei Pluton verbringen. Zu ihrer Hochzeit sollen sich alle Götter der Unterwelt, der Erde und des Himmels versammeln. Der Himmel öffnet sich, und Jupiter erscheint inmitten der himmlischen Götter. Pluton und Proserpine erheben sich auf einem Thron aus der Unterwelt. Ceres nimmt neben ihrer Tochter Platz. Reich geschmückte Unterweltgötter begleiten Pluton. Auch die irdischen Götter nehmen zur Freude Ceres’ und zum Ruhm Proserpines an den Feierlichkeiten teil.
Szene 6 „dernière“. Jupiter bestätigt noch einmal die Entscheidung. Alle feiern die Hochzeit von Pluton und Proserpine und den wiederhergestellten Frieden zwischen den Göttern.

## Werkgeschichte
Das Libretto zu Jean-Baptiste Lullys Tragédie lyrique Proserpine stammt wie die meisten seiner Werke dieser Gattung von Philippe Quinault. Dieser war zwischenzeitlich auf Veranlassung von Madame de Montespan, der Mätresse König Ludwigs XIV., vom Hof verbannt worden, konnte aber im Juni 1679 dorthin zurückkehren. Der Text basiert auf einer Episode aus Ovids Metamorphosen, deren Handlung Quinault bis ins Detail übernahm und zusätzlich um eigene Elemente ergänzte. Die in der Oper mehrfach erwähnte Liebe der Ceres zum höchsten Gott Jupiter ist als Allegorie der Liebe der Madame de Montespan zu König Ludwig XIV. zu verstehen.
Die Uraufführung fand am 3. Februar 1680 im königlichen Schloss von Saint-Germain-en-Laye statt. Anschließend wurde die Oper vom 15. November 1680 bis zum März 1681 im Palais Royal gespielt. Die Ausstattung stammte von Jean Bérain. Es war dessen erste Arbeit als Bühnenbildner für Lully. Er hatte bereits seit 1673 (Cadmus et Hermione) Kostüme für Lullys Opern entworfen und trat nun die Nachfolge von Carlo Vigarani an – eine Position, die er bis zu seinem Tod im Jahr 1711 behielt. Die Sänger waren Catherine Ferdinand (La Paix), Puvigné (La Discorde), Claude Ferdinand „cadette“ (La Victoire), Marie Aubry (La Félicité und Proserpine), Puvigné (L’Abondance), de Saint-Christophe (Ceres), Pierre Bony (Cyané), Arnoul (Crinise und 1. Furie), Langeais (Mercure), Marthe Le Rochois (Arethuse), Bernard Cledière (Alphée), Antoine Morel (Ascalaphe), Louison Moreau (Pluton), Godonesche (Jupiter), Louis Gaulard Dumesny (2. Furie) und François Beaumavielle (3. Furie).

Jean Bérain: Kostümskizzen zur Uraufführung von 1680
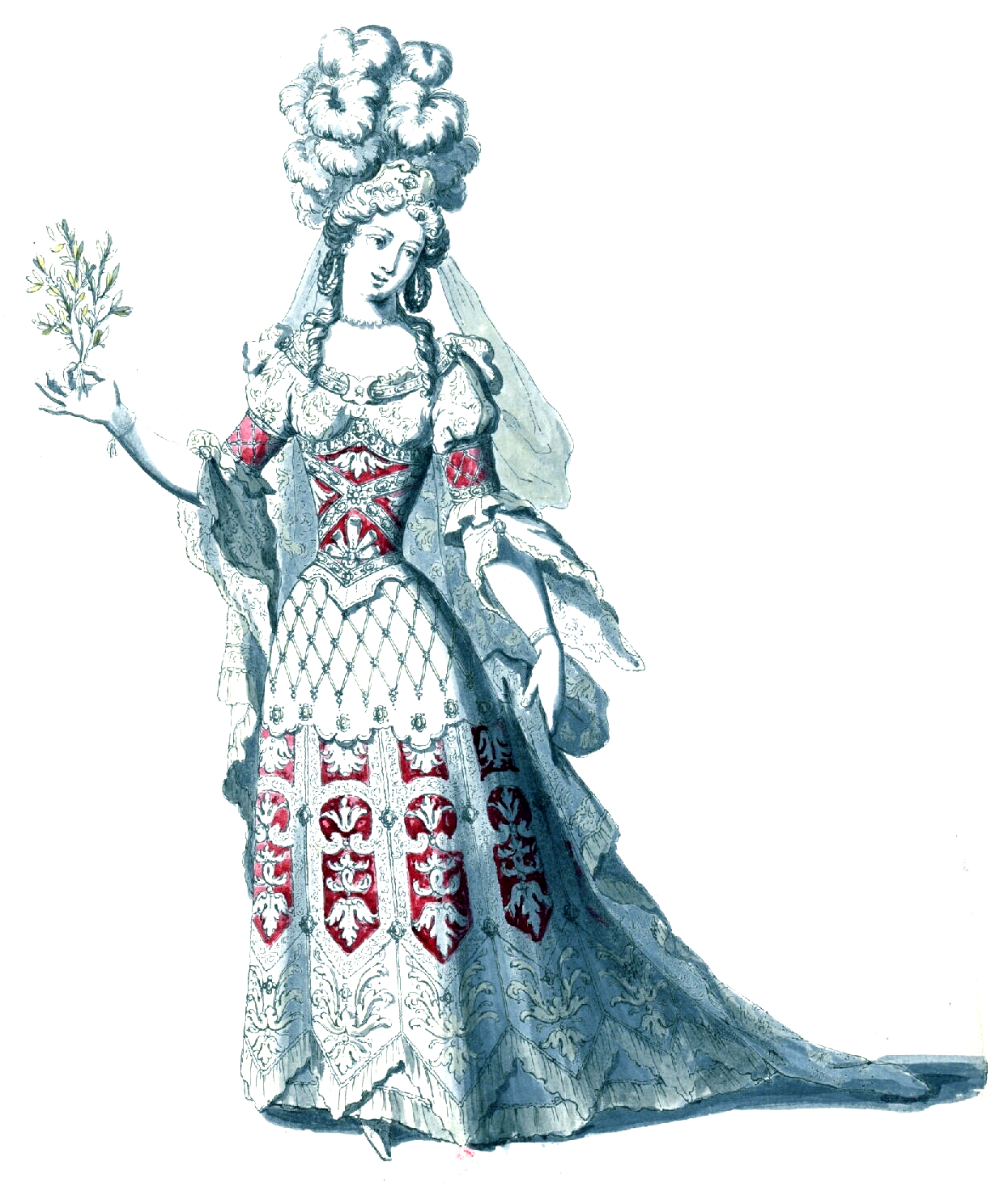
La Paix
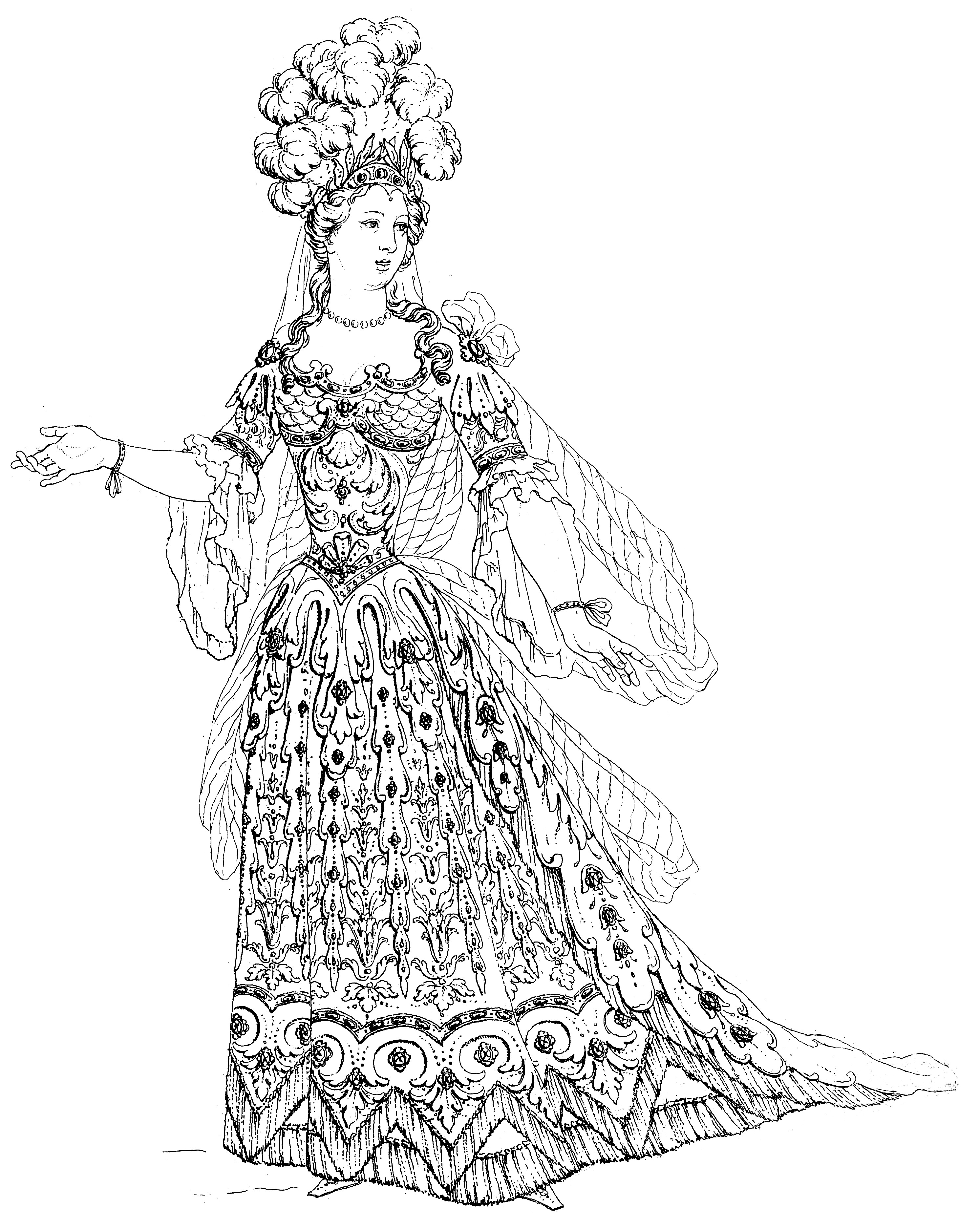
Cyanée
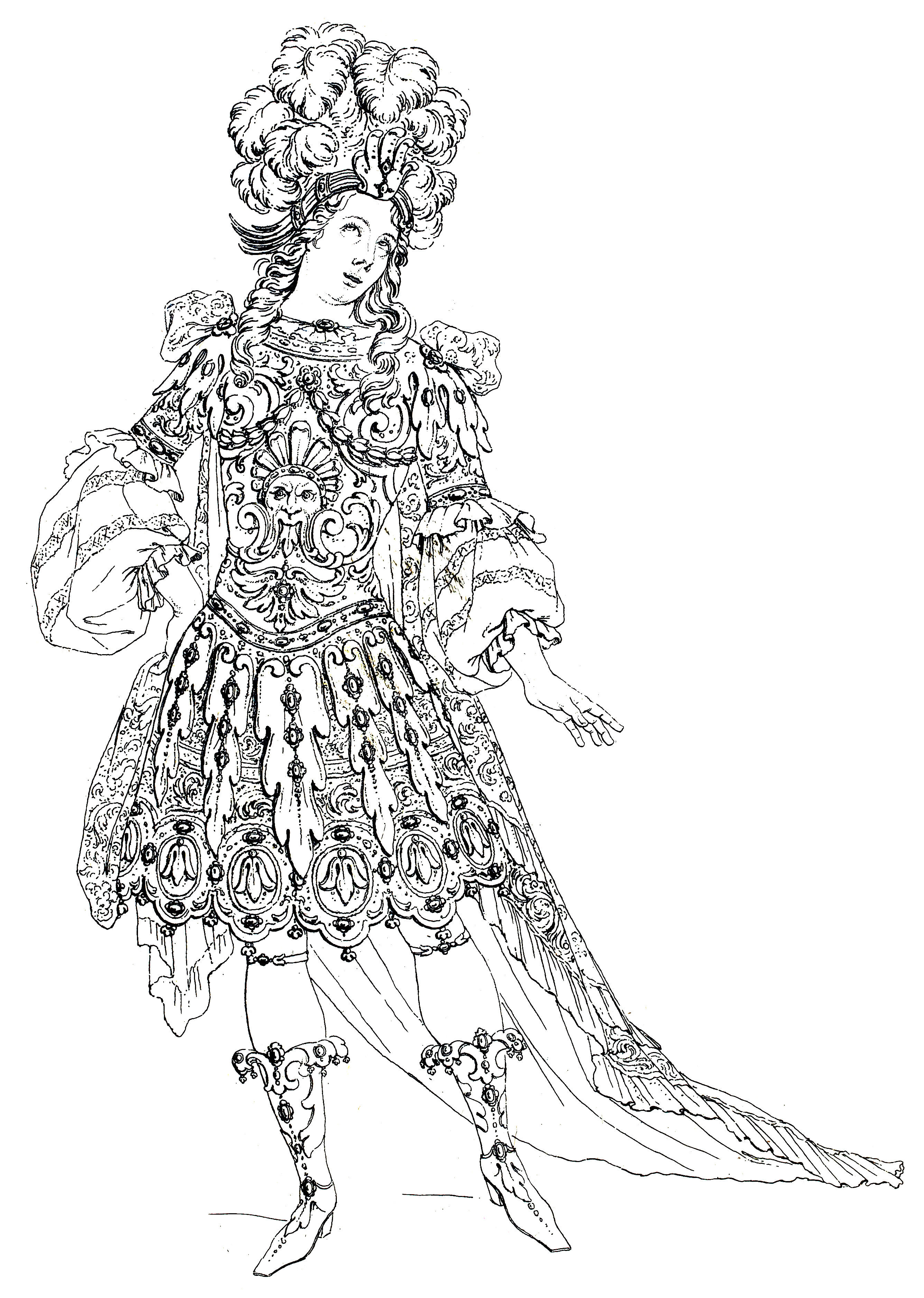
Alphée
Pluton
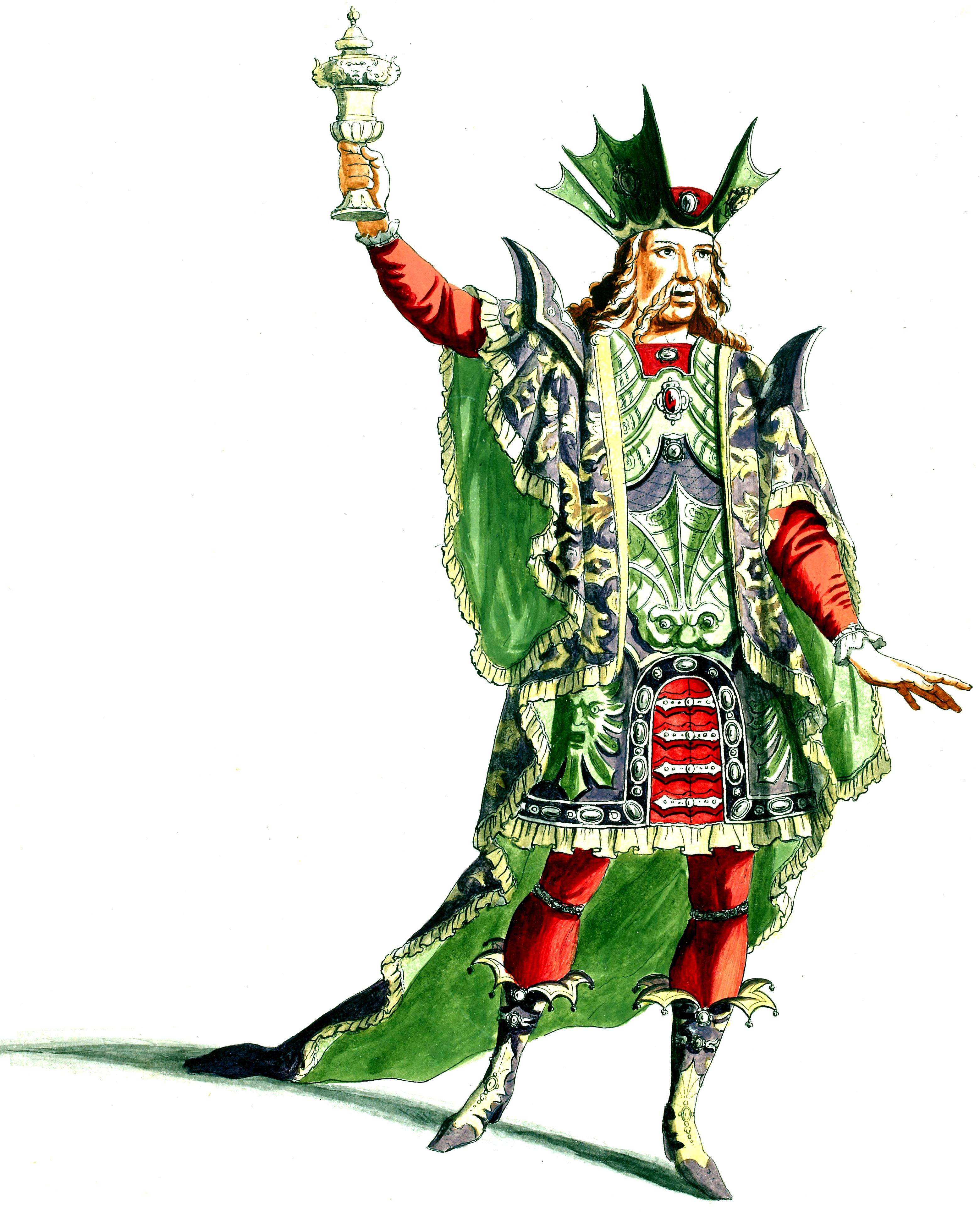
Minos, einer der Richter der Unterwelt

Am französischen Hof und an der Académie royale gab es insgesamt acht Wiederaufnahmen über einen Zeitraum von 78 Jahren::78 1681, 1682, 1699, 1715, 1716, 1727, 1741/42 und 1758/59.:352–355 Bereits 1681 wurden neue Maschineneffekte eingeführt. Jetzt traten auch Ballettdamen auf.:55 Die Produktion von 1727 erhielt neue Bühnenbilder von Jean Nicolas Servandoni und Rousseau. Im Rahmen der „Concerts de la reine“ wurde Proserpine in den Jahren 1736, 1738 und 1740 gespielt.:67 Außerdem gab es Aufführungen in den Provinzakademien von Lyon (1694 und 1698), Rouen (1695) und Marseille (1699).:356 Für die Aufführung in Rouen wurde die Oper um einige Stücke gekürzt.:90 In Paris hingegen blieb sie abgesehen von kleineren Schnitten noch längere Zeit weitgehend unverändert. Erst 1741 kürzte man den Prolog so wie 1695 in Rouen.:90
Für die Produktion von 1758 erstellten François Rebel und François Francœur eine Neufassung, in der fünf Duette, ein Terzett, zwei Arien sowie einige Rezitative und Chöre gestrichen wurden. Im Gegenzug erweiterten sie die Divertissements der Szenen I:8, IV:5 und V:6. Die reinen Instrumentalstücke wurden ausnahmslos durch Neukompositionen ersetzt, die Ritournelles und Préludes entweder stark gekürzt oder ebenfalls ausgetauscht. Die ursprünglichen A-capella-Chöre erhielten eine Instrumentalbegleitung, und auch die übrigen Musikstücke wurden stark überarbeitet. Die Divertissements erhielten hierdurch ein völlig neues Klangbild. Nur einige der längeren Secco-Rezitative blieben unverändert.:90f
Wie alle erfolgreichen französischen Opern dieser Zeit wurde auch Proserpine vielfach parodiert.:368 Eine dieser Parodien, Les Noces de Pluton et de Proserpine für Marionetten, Komödianten und Sänger von 1727, wurde am 4. März 2006 in einer Rekonstruktion von Jean-Luc Impe und François Saint-Yves in Paris gezeigt. Es spielten Les Menus Plaisirs du Roy mit dem Komödianten Vincent Goffin, den Marionettenspielern Sophie Servais und Christian Ferauge sowie das Ensemble Le Concert Spirituel unter der musikalischen Leitung von Hervé Niquet. Die Inszenierung stammte von Jean-Luc Impe.:53–55
Am folgenden Tag, dem 5. März 2006 präsentierte Niquet mit seinem Ensemble auch Lullys Oper in einer konzertanten Aufführung im Konzertsaal der Pariser Philharmonie wieder der Öffentlichkeit.:60–62 Die Titelrolle sang Magali Léger. Im September desselben Jahres folgten Aufführungen beider Werke in Versailles. Hier übernahm Salomé Haller die Partie der Proserpine in Lullys Oper. Da die Oper ohne Prolog aufgeführt wurde, nahm Niquet diesen 2007 nachträglich im Théâtre de Poissy auf, um das Werk vollständig auf CD herauszugeben.
Der Komponist Giovanni Paisiello vertonte Quinaults Libretto (überarbeitet von Nicolas-François Guillard) ein weiteres Mal. Seine Fassung wurde am 29. März 1803 in der Pariser Oper uraufgeführt.

## Gestaltung
Der Handlungsverlauf wurde von einigen zeitgenössischen Kritikern als zu langsam bis langweilig kritisiert. Der vierte Akt sei lediglich eine lange Klage der Heldin. Außerdem wurde bemängelt, dass die eigentliche Handlung zu sehr aufgesplittet sei. Spire Pitou wies allerdings darauf hin, dass genau diese vermeintlichen Schwächen Lully Gelegenheiten für abwechslungsreiche Musik gaben. Die dramaturgisch unnötige Rolle des Ascalaphe beispielsweise inspirierte ihn zu dem damals neuartigen Duett für zwei Bässe „L’Amour, comblé de gloire“ (Ascalaphe und Pluton). Außerdem bot diese Handlung ungewöhnlich viele Anlässe für den Gebrauch von Bühnenmaschinen, die jeweils zum Einsatz kamen, wenn die Charaktere sich von einer Sphäre in eine andere begaben. Mercure beispielsweise fliegt vom Himmel auf die Erde herab, Pluton entführt Ceres in seinem Wagen in die Unterwelt, und die Unterweltdämonen steigen aus der Hölle auf. Auch der Ausbruch des Ätna musste bühnentechnisch dargestellt werden. In höchstem Maße prachtvoll war auch der abschließende Auftritt Proserpines und Plutons.
Die Instrumentalbesetzung der Oper besteht aus einem fünfstimmigen Ensemble mit den Notenschlüsseln Sol 1 (französischer Violinschlüssel), Ut 1 (Sopranschlüssel), Ut 2 (Mezzosopranschlüssel), Ut 3 (Altschlüssel) und Fa 4 (Bassschlüssel). In der Partitur konkret benannt sind Trompeten („Bruit de trompettes“), Violinen, Trommeln („Tymballes“), Bassgambe („Basse de violon“), Oboe, Fagott und Flöten.

## Aufnahmen
- 5. März 2006 – Hervé Niquet (Dirigent), Le Concert Spirituel.
 Stéphanie d’Oustrac (Ceres), François-Nicolas Geslot (Mercure), Blandine Staskiewicz (Arethuse), Cyril Auvity (Alphée), Magali Léger (Proserpine), Benoît Arnould (Ascalaphe), Joao Fernandez (Pluton), Marc Labonnette (Jupiter).
 Video; live, konzertant aus der Cité de la musique, Paris; ohne Prolog.[13][14]
- September 2006, November 2007 – Hervé Niquet (Dirigent), Le Concert Spirituel.
 Bénédicte Tauran (La Paix), Pierre-Yves Pruvot (La Discorde), Hjördis Thébault (La Victoire), Stéphanie d’Oustrac (Ceres), François-Nicolas Geslot (Mercure), Blandine Staskiewicz (Arethuse und Cyané), Cyril Auvity (Alphée), Salomé Haller (Proserpine), Benoît Arnould (Ascalaphe), Joao Fernandez (Pluton), Marc Labonnette (Jupiter und Crinise).
 Aufnahmen aus Versailles und Poissy.
 Glossa GCD921615.[15]

## Digitalisate
- Proserpine, LWV 58: Noten und Audiodateien im International Music Score Library Project
- Partiturmanuskript. Digitalisat bei Gallica
- Partitur, Ballard, Paris 1680. Digitalisat bei Gallica
- Partitur, „Seconde édition“, Ballard, Paris 1714. Digitalisat bei Gallica
- Partitur, „Troisième édition, de cinq manières différentes de la partition générale“, Ballard, Paris 1715. Digitalisat bei Gallica
- Libretto (französisch), Ballard, Paris 1680. Digitalisat bei Gallica
- Libretto (französisch), Ballard, Paris 1699. Digitalisat bei Gallica
- Libretto (französisch), Ribou, Paris 1715. Digitalisat bei Gallica
- Libretto (französisch), Ribou, Paris 1727. Digitalisat bei Gallica